# Нигерия на летних Олимпийских играх 1960
Нигерия принимала участие в Летних Олимпийских играх 1960 года в Риме (Италия) в третий раз за свою историю, но не завоевала ни одной медали.